# Praça Saraiva
A Praça Saraiva é um logradouro situado na área central da cidade brasileira de Teresina, capital do estado do Piauí, sendona a segunda maior praça da cidade, depois da Praça da Bandeira (Teresina). E há em seu sítio importantes imóveis tombados pelo patrimônio histórico como a Casa da Cultura de Teresina, Colégio Diocesano e a Catedral Metropolitana Nossa Senhora das Dores.

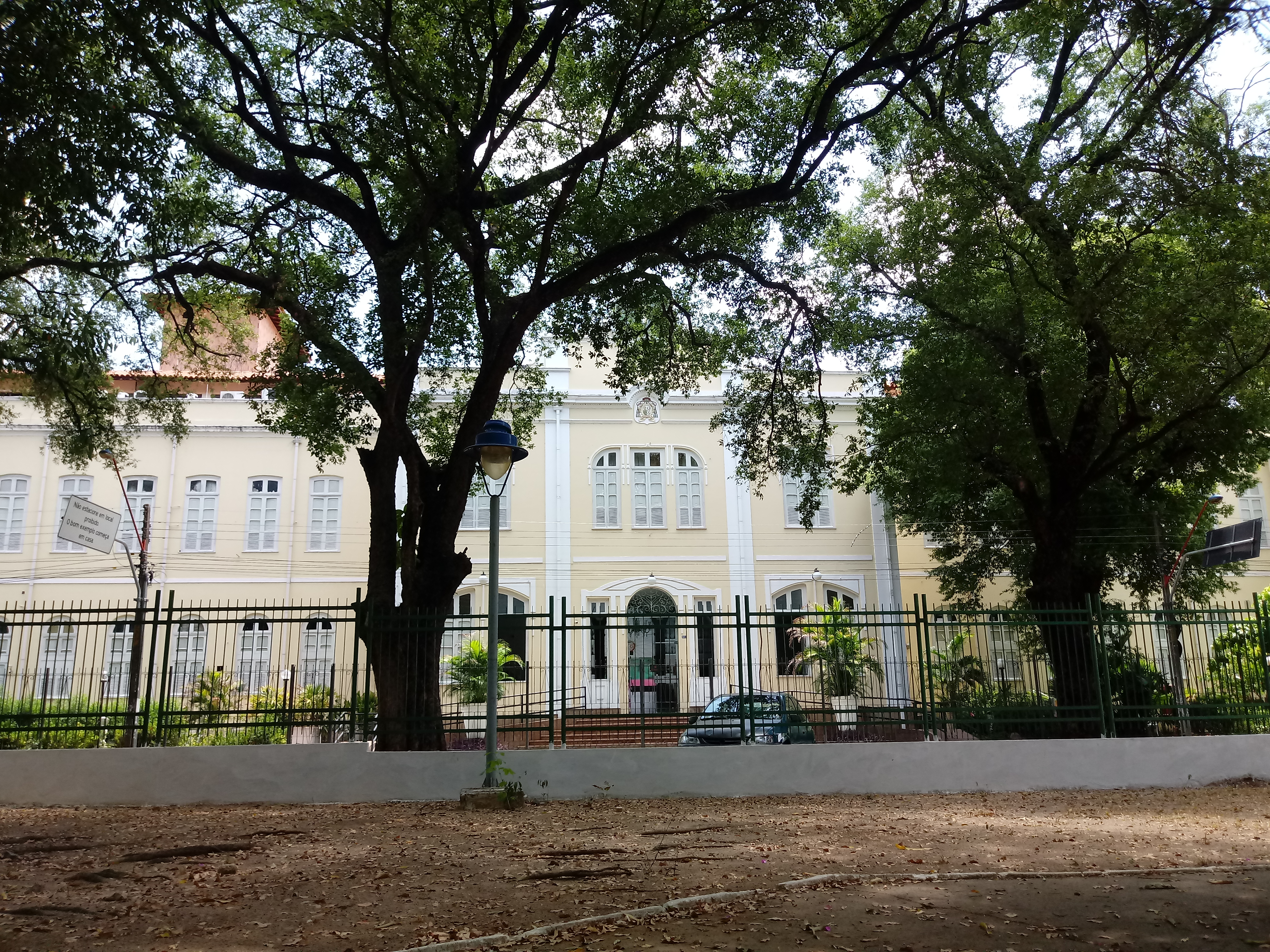
Colégio Diocesano de Teresina.

## História
Foi construída, na época do Império do Brasil no terreno onde se localizava a Casa-Grande da Fazenda Chapada do Corisco, cujas terras foram utilizadas para a construção de Teresina, situando-se hoje em uma área densamente urbanizada. Em seu entorno são encontrados edifícios históricos centenários, como a Catedral Metropolitana Nossa Senhora das Dores, de 1871, o Colégio São Francisco de Sales, construído em 1906, e a Casa do Barão de Gurguéia, atual Casa da Cultura de Teresina, de 1890. Seu nome é uma homenagem ao José Antônio Saraiva, fundador da cidade de Teresina.

## Revitalização
Em 2010, a Praça Saraiva recebeu uma reforma. A revitalização da praça incluiu a recuperação dos gradis que cercam a praça, os passeios e calçadas a limpeza dos canteiros, as luminárias que estavam danificadas foram substituídas, os bancos de concreto que estavam danificados e também o piso de pedras portuguesas.